# Max Brandstetter
Maximilian Rudolf „Max“ Brandstetter (* 3. August 1901 in Wien; † 30. Oktober 1969 ebenda) war ein österreichischer Politiker und Angestellter des Arbeitsamts. Brandstetter war von 1934 bis 1938 Abgeordneter zum Landtag von Niederösterreich.
Brandstetter besuchte nach der Volksschule ein humanistisches Gymnasium und studierte in der Folge an der Hochschule für Bodenkultur in Wien. Er schloss sein Studium der Landwirtschaft 1925 mit dem akademischen Grad Dipl.-Ing. ab. Danach war Brandstetter zwischen 1926 und 1938 Leiter des landwirtschaftlichen Arbeitsamtes für Wien, NÖ und Burgenland und war politisch als Gemeinderat aktiv. Nach dem Zweiten Weltkrieg war Brandstetter Leiter des Landarbeitsamtes für Niederösterreich. Während der Zeit des Austrofaschismus vertrat Brandstetter den Stand der Land- und Forstwirtschaft zwischen dem 22. November 1934 und dem 12. März 1938 im Niederösterreichischen Landtag. 
Seit 1920 war er Mitglied der katholischen Studentenverbindung KHV Welfia Klosterneuburg.